# Cerebrum non habet
La locuzione latina Cerebrum non habet, tradotta letteralmente, significa non ha cervello (Fedro).
È l'esclamazione della volpe che, avendo trovata una maschera teatrale, la trova molto bella ma priva di cervello. Corrisponde al proverbio "l'abito non fa il monaco" oppure a "le apparenze ingannano".